# 入江美寿々
入江 美寿々（いりえ みすず、1993年11月5日 - ）は、日本のフリーアナウンサー。

## 来歴・人物
神奈川県横浜市出身。桐蔭学園高等学校・フェリス女学院大学卒業後、航空会社の客室乗務員を経て、2019年4月北陸放送に入社した。
幼少期は両親が自営業だったため、母の会社で育つ。曾祖母や祖父、大叔父、母の会社の社員など多くの大人に囲まれて育った。その影響か、幼稚園から小学校低学年までは同年代の友だちと話しをするのが大の苦手で、非常におとなしい子どもであった。
小学校時代は地元のバレエ教室や書道教室に通っていたが、バレエは早い段階で才能の無さに気付き断念した。書道においては八段の腕前である。ジュニアボランティアの活動にも参加した。
中学校での部活動は吹奏楽部だった。担当楽器はユーフォニアムだった。積極的に学習塾通いもしていたが、学校行事の打ち上げでは三次会まで参加するほど遊びにも勤しんでいた。
高校時代では、今まで知らない世界を見たり知り合った多くの人々から刺激を受け、アナウンサーに憧れを持つようになる。現在も、母校の先輩にあたる増田美香（現在はテレビ神奈川）は憧れの存在である。この頃より学生野球（高校、大学）や社会人野球、プロ野球（横浜DeNAベイスターズ）のファンになった。
大学時代は、スコットランドやフィリピンセブ島での語学留学の経験を持つ。2年生時には母校の入学式で司会を務めた。体育会のベリーダンス部で活動し、多くのイベントにも参加した。塾講師、横浜スタジアムや神宮球場の売り子（ビール、アイスクリーム）、治験、居酒屋、選挙の開票作業など寝る間も惜しんでアルバイトに勤しんだ。大学時代に初めてひとり旅で行ったのがロサンゼルスであったが、ワールドベースボールクラシック（WBC）観戦のためであり、どうにか大学卒業式の前日ギリギリで帰国するといった破天荒な一面も覗かせたエピソードである。
2022年8月以降、全ての番組を降板した。
2022年10月3日、約2ヶ月の静養を経て仕事復帰した。
2023年2月24日、同月末をもって北陸放送を退社すると発表した。
2023年3月、地元横浜に戻りフリーアナウンサーとしての活動を開始する。

## 資格・検定
ユニバーサル検定・温泉ソムリエ・野球検定
英語検定・書道検定・普通自動車免許 •  国家資格 キャリアコンサルタント

## 過去の出演(担当)番組

### テレビ
- 絶好調Ｗ(不定期)
- ほっと石川(不定期)
- いいね金沢(隔週土曜日)
- MRO開局70周年記念特番(2022年5月)
- レオスタ -お天気キャスター(月)(火)(水)
- MROニュース(随時)
- ほっと石川(隔週土曜日)

### ラジオ
- あさいちレディオ2019年
- あさ☀ダッシュ!(2020年4月1日 - 2021年3月24日)
- 石川まるごと応援団 VIVA!すぽると(2020年1月4日 - 2021年3月27日)
- 松原タニシの本多町怪談(2020年7月25日)
- チカモリ鳳至の怪談奇談(2020年10月 - 2021年3月)
- 田中·チカモリの金沢つどいの怪まで怨エアー(2021年7月2日 - 2021年7月23日)
- Twin Wave(-2022年3月)
- 有限会社 タニカワ旅行社
- 入江美寿々のエンジョイ!ひとり時間(2021年4月3日 - )(木)
- おいねどいね ラジオカー中継(木)
- おいねどいね 美寿々の知らない相続の世界(木)
- MROニュース(随時)
- あさ☀️ダッシュ！(2022年4月-2023年2月[1])(金)
- 鏡花の時間(朗読)(不定期)
- 『あなたの時間 イブニング•レディオ』内 ぼくの夢 わたしの未来 (月曜ー金曜)
- 『おいね★どいね』内 MRO開局70周年特別企画 食ベテミいしかわ ラジオカーで行く1,000円グルメ
- 『あなたの時間 イブニング・レディオ』内 ぼくの夢 わたしの未来

### イベント番組
- 📺️金沢百万石まつり(2019年6月)
- 📺️金沢マラソン(2019年10月)
- 📺️金沢マラソン(2021年10月)
- 📺️「森の都を人がゆく～金沢百万石まつり～」(2022年6月4日)
- 「利家とまつ」金沢城リレーマラソン2022(2022年6月)

### その他
- 📺サッカー#J2リーグ地上波中継 ツエーゲン金沢VS東京ヴェルディ(2020年9月)
- 📺TBS系『ゴゴスマ』番組内コーナー「今日はダレなんサ～列島生報告」(2021年8月13日)
- 📺#MRO#TUT#SBC共同制作番組「U字工事が行く!長野·富山·石川パワースポット巡り」(2021年9月25日)
- 📺サッカー#J2リーグ地上波中継 ツエーゲン金沢VSアルビレックス新潟(2021年10月)